# Аминофенилмасляная кислота
Аминофенилмасляная кислота, торговое название — Фенибу́т — производное гамма-аминомасляной кислоты (ГАМК), активен в отношении A- и B-рецепторов γ-аминомасляной кислоты, а также рецепторов фенилэтиламина. Фенибут структурно схож с баклофеном и габапентином. Препарат позиционируется как анксиолитическое и ноотропное средство, применяется при различных расстройствах, включая беспокойство, бессонницу, посттравматический стресс, депрессию, заикание, нервные тики, дефицит внимания и вестибулярные расстройства. Будучи психоактивным веществом, используется в рекреационных целях.
Исследования препарата проводились в основном на животных, а объективные доказательства эффективности у человека отсутствуют. Также существует 2 подтвержденных случая токсичного отравления препаратом.
Доказательства эффективности ноотропного действия фенибута отсутствуют, аргументы его защитников основаны на общественном мнении.
Зарегистрированным лекарственным средством фенибут является только в России, в остальных странах доступен через интернет в качестве БАД. В частности, в США как лекарственное средство он не зарегистрирован, но распространялся как пищевая добавка, в том числе в составе продуктов, помогающих уснуть, однако Управление по санитарному надзору за качеством пищевых продуктов и медикаментов США явно обозначило, что Фенибут не удовлетворяет критериям пищевых добавок. По данным Департамента здравоохранения Австралии Фенибут является наркотическим средством, используется преимущественно как рекреационное психоактивное вещество, при прекращении приёма может вызывать абстинентный синдром, а в случае передозировки представляет угрозу для жизни пациента.

## История
Фенибут был синтезирован в Ленинградском педагогическом институте им. Герцена профессором В. В. Перекалиным. Изучение клинико-фармакологических свойств фенибута было выполнено в лаборатории психофармакологии Ленинградского научно-исследовательского института им. В. М. Бехтерева старшим научным сотрудником Р. А. Хауниной.
В 1982 году за работу «Синтез, фармакология, клиника и внедрение в промышленное производство, в профилактическую и лечебную практику нового отечественного транквилизатора „Фенибут“» были награждены Государственной премией Латвийской ССР: Янис Ванагс (ак. ВАСХНИЛ), сотрудники ЛГПИ, Г. Ковалёв (докт. мед. наук), группа сотрудников ИМБП МЗ СССР (в составе: И. П. Неумывакин и Л. Полевой), М. Турауска (нач. ОТК «Олайнфарм»), Р. А. Хаунина (канд. мед. наук), Т. Я. Хвиливицкий (проф.-консультант Ленинградского НИИ психоневрологии им. В. М. Бехтерева).
В 1975 году препарат фенибут был включён в аптечку космонавтов, участвовавших в экспериментальном полёте «Союз» — «Аполлон».

## Показания
Астенические и тревожно-невротические состояния, беспокойство, тревога, страхи, бессонница, логоневрозы, нервные тики, а также в качестве успокаивающего средства перед хирургическим вмешательством. Особенностью является выраженный эффект в лечении головокружений.

## Фармакокинетика
До сих пор было опубликовано мало информации о клинической фармакокинетике фенибута. Сообщается, что препарат хорошо усваивается. Он широко распространяется по всему телу и через гематоэнцефалический барьер. Сообщается, что приблизительно 0,1 % введенной дозы фенибута попадает в мозг, причем это происходит в гораздо большей степени у молодых людей и пожилых людей. Период полувыведения 250 мг фенибута у здоровых добровольцев составил приблизительно 5,3 часа, и препарат в значительной степени (63 %) выводился с мочой в неизменном виде.
Имеются некоторые ограниченные сведения о фармакокинетике фенибута при применении в рекреационных целях в дозах, значительно превышающих типичные клинические дозы (например, 1-3 граммов). В таком случае начало действия фенибута, как сообщается, наступает через 2-4 часа при пероральном приёме и от 20 до 30 минут при ректальном, а максимальное действие — через 4-6 часов после приема. Общая продолжительность действия, как сообщается, составляет от 15 до 24 часов (или около 3-5 периодов полураспада).

## Физические свойства
Белый кристаллический порошок. Вкус кислый. Очень легко растворим в воде, растворим в спирте. Температура плавления — 253 °C.

## Химические свойства
pH водного 2,5 % раствора 2,3—2,7.

## Противопоказания
Гиперчувствительность к компонентам препарата, беременность, грудное вскармливание, детский возраст до 3 лет. С осторожностью следует применять при эрозивно-язвенных поражениях желудочно-кишечного тракта и печёночной недостаточности. При первых приёмах фенибута или при передозировке может наблюдаться сонливость, также головная боль.

## Побочные действия
Обычно хорошо переносится. При первых приёмах возможна сонливость.
Есть данные о том, что при злоупотреблении фенибутом может развиться лекарственная зависимость и синдром отмены при резком прекращении употребления. Тем не менее, аддиктивность фенибута считается низкой, а зависимость возникает редко. В литературе описано всего несколько случаев синдрома отмены после приёма препарата, однако отчётливо прослеживается беспокойное поведение, часто сильное.

## Передозировка
При передозировке наблюдаются выраженная сонливость, тошнота, диарея, тревога, головокружение, аллергические реакции, рвота, пониженное артериальное давление, почечная недостаточность, в дозах свыше 7 грамм — стеатоз печени. Использовавшие фенибут в рекреационных целях при передозировках сообщали про летаргию, психомоторное возбуждение, делирий, потерю сознания.

###### Лечение
Промывание желудка, назначение симптоматических лекарственных средств, приём активированного угля. Специфического антидота не существует.
Всего было зафиксировано три случая смерти, при которых фенибут был найден в организме погибшего, но только в одном летальный исход был вызван препаратом напрямую.

## Особые указания
При длительном применении необходимо контролировать показатели функции печени и картину периферической крови. Необходимо воздерживаться от потенциально опасных видов деятельности, требующих повышенного внимания. Малоэффективен при выраженных явлениях укачивания («неукротимая» рвота, головокружение и др.).

## Условия отпуска из аптек
Фенибут в РФ продаётся в аптеках только по рецепту врача.

## Примечание
1. ↑  Izyaslav Lapin. Phenibut (β‐Phenyl‐GABA): A Tranquilizer and Nootropic Drug (англ.) // CNS Drug Reviews. — 2001-12. — Vol. 7, iss. 4. — P. 471–481. — ISSN 1080-563X. — doi:10.1111/j.1527-3458.2001.tb00211.x.
2. ↑  Hardman et al., 2019, Abstract, p. 125.
3. ↑  Hardman et al., 2019, Introduction, p. 125.
4. 1 2 3  Abby Campbell. Phenibut Is Neither Proven Nor Safe As A Prosocial Wonder Drug (англ.). sciencebasedmedicine.org (25 ноября 2016). Дата обращения: 28 ноября 2019. Архивировано 19 декабря 2019 года.
5. 1 2 3 4  3.3 Phenibut : [арх. 7 ноября 2017] / Joint Advisory Committee on Chemicals and Medicines Scheduling // Scheduling delegate's final decisions, October 2017 : Scheduling medicines and poisons :  [англ.] : [арх. 15 мая 2018] / Australian Government, Department of Health, Therapeutic Goods Administration. — 2017. — 31 October.
6. 1 2  FDA Acts on Dietary Supplements Containing DMHA and Phenibut. FDA (16 апреля 2019). Дата обращения: 1 декабря 2019. Архивировано 14 июня 2022 года.
7. ↑  Лечение фенибутом детей. Транквилизаторы. Rhythm Journal (12 февраля 2013). Дата обращения: 11 марта 2015. Архивировано из оригинала 2 апреля 2015 года.[неавторитетный источник]
8. 1 2  История и научная работа подразделения. Отделение психофармакологии и фармакотерапии больных с резистентными состояниями с группой эндокринологической психиатрии (12 отделение). Санкт-Петербургский научно-исследовательский психоневрологический институт имени В.М. Бехтерева. Дата обращения: 11 марта 2015. Архивировано из оригинала 2 апреля 2015 года.
9. ↑  10. — In: Par 1982 gada Latvijas PSR Valtsts Prēmiju piešķiršanu :  [латыш.] : [арх. 6 мая 2021] // Cīņa : газ. — 1982. — № 299 (30 decembris). — P. 1, 4.
10. ↑  Источник. Дата обращения: 19 июля 2024. Архивировано 22 декабря 2024 года.
11. ↑  Источник. Дата обращения: 19 июля 2024. Архивировано 22 декабря 2024 года.
12. ↑  Источник. Дата обращения: 19 июля 2024. Архивировано 22 декабря 2024 года.
13. 1 2  Lapin I (2001). Phenibut (beta-phenyl-GABA): a tranquilizer and nootropic drug. CNS Drug Reviews. 7 (4): 471–81. doi:10.1111/j.1527-3458.2001.tb00211.x. PMC 6494145. PMID 11830761.
14. 1 2  Owen DR, Wood DM, Archer JR, Dargan PI (September 2016). Phenibut (4-amino-3-phenyl-butyric acid): Availability, prevalence of use, desired effects and acute toxicity. Drug and Alcohol Review. 35 (5): 591–6. doi:10.1111/dar.12356. PMID 26693960. {{cite journal}}: |hdl-access= требует |hdl= (справка)
15. ↑  Schifano F, Orsolini L, Duccio Papanti G, Corkery JM (February 2015). Novel psychoactive substances of interest for psychiatry. World Psychiatry. 14 (1): 15–26. doi:10.1002/wps.20174. PMC 4329884. PMID 25655145.
16. 1 2  What Is Phenibut & The Risks of Addiction? (англ.). American Addiction Centers. Дата обращения: 25 марта 2019. Архивировано 19 июля 2019 года.
17. ↑  Samokhvalov, A. V. Phenibut dependence / A. V. Samokhvalov, C. L. Paton-Gay, K. Balchand … [и др.] // BMJ Case Reports. — 2013. — Vol. 2013. — ISSN 1757-790X. — doi:10.1136/bcr-2012-008381. — PMID 23391959. — PMC 3604470.
18. ↑  Joshi, Y. B. Dissociative intoxication and prolonged withdrawal associated with phenibut : a case report / Y. B. Joshi, S. F. Friend, B. Jimenez … [и др.] // Journal of clinical psychopharmacology. — 2017. — Vol. 37, no. 4. — P. 478−480. — ISSN 0271-0749. — doi:10.1097/JCP.0000000000000731. — PMID 28614159. — PMC 5662439.
19. ↑  Hardman et al., 2019, Discussion, p. 126.
20. 1 2  M.S. Nurgaleev, E.N. Petrov. Parallel import of medicines in Russia: myth or reality? // CONFERENCE MATERIALS. — LJournal, 2020. — doi:10.18411/gdsn-25-02-2020-05.
21. 1 2  Editor ASS. Asian Social Science, Vo. 5, No. 9, September, 2009. All in one PDF file. // Asian Social Science. — 2009-08-19. — Т. 5, вып. 9. — ISSN 1911-2025. — doi:10.5539/ass.v5n9p0.
22. ↑  David R. Owen, David M. Wood, John R. H. Archer, Paul I. Dargan. Phenibut (4‐amino‐3‐phenyl‐butyric acid): Availability, prevalence of use, desired effects and acute toxicity (англ.) // Drug and Alcohol Review. — 2016-09. — Vol. 35, iss. 5. — P. 591–596. — ISSN 0959-5236. — doi:10.1111/dar.12356. Архивировано 1 июня 2024 года.
23. ↑  Graves JM, Dilley J, Kubsad S, Liebelt E (September 2020). (англ.).

### Документы
- Реестровая запись ФС-001655. Государственный реестр лекарственных средств. Минздрав РФ (29 мая 2017).
- Регистрационное удостоверение ЛП-005076. Государственный реестр лекарственных средств. Минздрав РФ (26 сентября 2008).
- Копатько, С. А. Инструкция по медицинскому применению лекарственного препарата Фенибут : ЛП-005076-260918 / АО «Вертекс». — Министерство здравоохранения Российской Федерации, 2018. — 26 сентября. — 4 с.